# Сельское поселение Нижнешарденгское
Сельское поселение Нижнешарденгское — упразднённое сельское поселение в составе Великоустюгского района Вологодской области.
Центр — деревня Пеганово.
Население по данным переписи 2010 года — 403 человека, оценка на 1 января 2012 года — 401 человек.

## История
Нижнешарденгский сельсовет был образован в 1924 году. В 1946—1948 годах к сельсовету относилось 26 деревень, позже к нему были присоединены деревни деревни Исаково, Пантусово, Буслаево, Чернышево, Михнинская, Бурдукино, а деревни Нижнее Елакино, Фроловская, Кочурин Починок. Спирино, Андропово были присоединены к соседнему Трегубовскому сельсовету.
1 января 2006 года в соответствии с Федеральным законом № 131 «Об общих принципах организации местного самоуправления в Российской Федерации» Нижнешарденгский сельсовет преобразован в сельское поселение.
Законом Вологодской области от 1 июня 2015 года № 3669-ОЗ сельские поселения Нижнешарденгское и Трегубовское были преобразованы, путём их объединения, в сельское поселение Трегубовское с административным центром в деревне Морозовица.

## Экономика
В 1920-х годах на территории Нижнешарденгского сельсовета было образовано множество небольших колхозов, со временем они объединялись в более крупные, а в 1965 году на их базе был образован совхоз «Кировский», сейчас — ООО «Кировское».

## Культура и образование
С 1884 года в Пеганово действовала церковно-приходская школа. С 1929 года она располагалась в здании церкви Николая Чудотворца, в 1939 году для школы было построено новое здание. В 1965 году школе присвоено имя Героя Советского Союза Анатолия Ефимовича Угловского, который учился в ней с 1936 по 1939 год.
На территории сельского поселения действуют Нижнешарденгский дом культуры, библиотека, детский сад.

## Населённые пункты
В 1999 году был утверждён список населённых пунктов Вологодской области. С тех пор состав Нижнешарденгского сельсовета не изменялся.
В состав сельского поселения входят 20 деревень, из них 6 нежилых.
| Населённый пункт         | ОКАТО          | Рег. номер | Расстояние до районного центра, км | Расстояние до центра поселения, км | Индекс | Координаты                      |
| ------------------------ | -------------- | ---------- | ---------------------------------- | ---------------------------------- | ------ | ------------------------------- |
| деревня Биричево         | 19 214 836 002 | 1066       | 33,5                               | 8,5                                | 162362 | 60°29′53″ с. ш. 46°15′51″ в. д. |
| деревня Большой Двор     | 19 214 836 003 | 1067       | 34,5                               | 9,5                                | 162362 | 60°29′23″ с. ш. 46°16′40″ в. д. |
| деревня Бурдукино        | 19 214 836 004 | 1068       | 42                                 | 17                                 | 162362 | 60°26′11″ с. ш. 46°19′23″ в. д. |
| деревня Буслаево         | 19 214 836 005 | 1069       | 37                                 | 12                                 | 162362 | 60°28′13″ с. ш. 46°17′53″ в. д. |
| деревня Верхнее Алешково | 19 214 836 006 | 1070       | 34                                 | 9                                  | 162362 | 60°29′36″ с. ш. 46°16′27″ в. д. |
| деревня Власово          | 19 214 836 007 | 1071       | 26                                 | 1                                  | 162362 | 60°32′47″ с. ш. 46°11′13″ в. д. |
| деревня Герасимово       | 19 214 836 008 | 1072       | 26                                 | 1                                  | 162362 | 60°32′27″ с. ш. 46°12′39″ в. д. |
| деревня Исаково          | 19 214 836 009 | 1073       | 35,5                               | 10,5                               | 162363 | 60°29′02″ с. ш. 46°17′07″ в. д. |
| деревня Курьяково        | 19 214 836 010 | 1074       | 26,5                               | 1,5                                | 162362 | 60°31′39″ с. ш. 46°12′46″ в. д. |
| деревня Михнинская       | 19 214 836 011 | 1075       | 40                                 | 15                                 | 162363 | 60°26′08″ с. ш. 46°18′11″ в. д. |
| деревня Немоново         | 19 214 836 012 | 1076       | 26                                 | 1                                  | 162362 | 60°33′40″ с. ш. 46°10′59″ в. д. |
| деревня Нижнее Алешково  | 19 214 836 013 | 1077       | 35                                 | 10                                 | 162362 | 60°30′22″ с. ш. 46°17′26″ в. д. |
| деревня Новосёлово       | 19 214 836 014 | 1078       | 24                                 | 1                                  | 162362 | 60°34′01″ с. ш. 46°12′11″ в. д. |
| деревня Оброчная         | 19 214 836 015 | 1079       | 34,5                               | 9,5                                | 162362 | 60°30′30″ с. ш. 46°16′32″ в. д. |
| деревня Пантусово        | 19 214 836 016 | 1080       | 36,5                               | 11,5                               | 162363 | 60°28′39″ с. ш. 46°17′37″ в. д. |
| деревня Пеганово         | 19 214 836 001 | 1065       | 25                                 | —                                  | 162362 | 60°33′26″ с. ш. 46°12′50″ в. д. |
| деревня Пестово          | 19 214 836 017 | 1081       | 26                                 | 1                                  | 162362 | 60°32′49″ с. ш. 46°13′17″ в. д. |
| деревня Рыжково          | 19 214 836 018 | 1082       | 32                                 | 7                                  | 162362 | 60°30′32″ с. ш. 46°14′20″ в. д. |
| деревня Фоминская        | 19 214 836 019 | 1083       | 33                                 | 8                                  | 162362 | 60°30′10″ с. ш. 46°15′15″ в. д. |
| деревня Чернышево        | 19 214 836 020 | 1084       | 38,5                               | 13,5                               | 162363 | 60°27′11″ с. ш. 46°17′12″ в. д. |